# Ophiocnemis
Ophiocnemis is een geslacht van slangsterren uit de familie Ophiotrichidae.

## Soorten
- Ophiocnemis marmorata (Lamarck, 1816)